# Sant Mateu de Valldevià
Sant Mateu de Valldevià és un edifici religiós ubicat al nucli de Valldevià, del municipi de Vilopriu, al Baix Empordà, inclòs en l'Inventari del Patrimoni Arquitectònic de Catalunya.

## Descripció

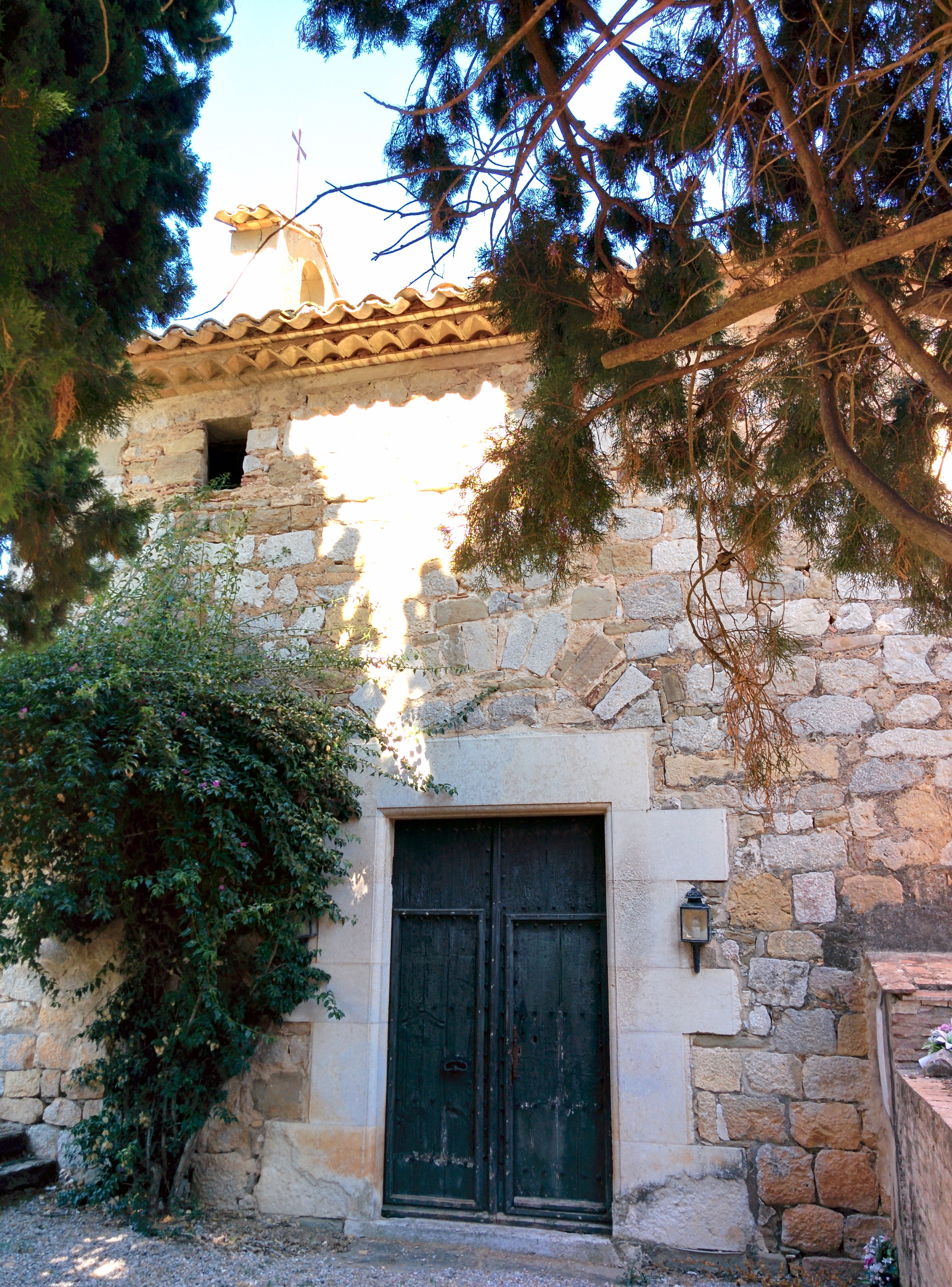
Porta d'entrada a l'església

L'església de Sant Mateu domina el sector d'una banda del poble, al costat baix de la carretera. És un edifici de planta rectangular, d'una nau amb absis semicircular i coberta de teula a dues vessants. A la banda dreta de l'absis hi ha la sagristia. La porta d'accés a l'església es troba a la façana lateral sud. És allindanada, amb carreus de pedra, i arc de descàrrega. En aquesta façana hi ha dues petites obertures. La façana nord es troba molt malmesa, mentre que la façana oest, en bon estat però molt modificada, presenta una finestra atrompetada d'arc de mig punt i un campanar de paret amb una sola obertura, refet després de la guerra del 1936-39. Al costat de l'església es troba el cementiri.

## Història
Aquesta església ha experimentat diverses etapes constructives. És probable que el seu origen es pugui situar entre els segles XII-XIII -les parts més antigues conservades es troben al mut nord i a la capçalera-. Posteriorment sembla que hi ha dos moments d'intervenció importants en què l'estructura de l'edifici va quedar molt modificada -segles XVI-XVII i XVIII-XIX-. En el present segle també s'hi ha efectuat obres. Darrerament s'ha tret el guix que amagava la pedra vista de l'interior.